# Вествуд (округ Честер, Пенсільванія)
Вествуд (англ. Westwood) — переписна місцевість (CDP) в США, в окрузі Честер штату Пенсільванія. Населення — 1003 особи (2020).

## Географія
Вествуд розташований за координатами 39°58′13″ пн. ш. 75°51′19″ зх. д. / 39.97028° пн. ш. 75.85528° зх. д. (39.970186, -75.855285).  За даними Бюро перепису населення США в 2010 році переписна місцевість мала площу 1,19 км², з яких 1,18 км² — суходіл та 0,01 км² — водойми.

## Демографія
Згідно з переписом 2010 року, у переписній місцевості мешкало 950 осіб у 368 домогосподарствах у складі 258 родин. Густота населення становила 798 осіб/км².  Було 389 помешкань (327/км²).
Расовий склад населення:
| - 76,6 % — білих - 16,5 % — чорних або афроамериканців - 0,6 % — азіатів - 0,3 % — вихідців з тихоокеанських островів - 0,2 % — корінних американців - 3,7 % — осіб інших рас |

До двох чи більше рас належало 2,0 %. Частка іспаномовних становила 9,2 % від усіх жителів.
За віковим діапазоном населення розподілялося таким чином: 24,3 % — особи молодші 18 років, 63,8 % — особи у віці 18—64 років, 11,9 % — особи у віці 65 років та старші. Медіана віку мешканця становила 36,3 року. На 100 осіб жіночої статі у переписній місцевості припадало 95,1 чоловіків;  на 100 жінок у віці від 18 років та старших — 95,4 чоловіків також старших 18 років.
Середній дохід на одне домашнє господарство  становив 55 672 долари США (медіана — 48 125), а середній дохід на одну сім'ю — 52 893 долари (медіана — 38 173). За межею бідності перебувало 24,9 % осіб, у тому числі 15,0 % дітей у віці до 18 років та 0,0 % осіб у віці 65 років та старших.
Цивільне працевлаштоване населення становило 485 осіб. Основні галузі зайнятості: виробництво — 20,8 %, роздрібна торгівля — 19,8 %, освіта, охорона здоров'я та соціальна допомога — 19,2 %.